# Lissjön (Västerfärnebo socken, Västmanland)
Lissjön är en sjö i Sala kommun i Västmanland och ingår i Norrströms huvudavrinningsområde.